# Provincia de Talas
La provincia de Talas (en kirguís: Талас областы) es una provincia (óblast) de Kirguistán. Su capital es Talas. Está dividido en cuatro distritos (raión) y una ciudad:
| Distritos           | Capital    | Población |
| ------------------- | ---------- | --------- |
| 1. Bakaya-Ata       | Leninpol   | 43.400    |
| 2. Kara-Buura       | Kizil-Adir | 56.400    |
| 3. Manas            | Pokrovka   | 29.800    |
| 4. Talas (distrito) | Talas      | 57.400    |
| -. Talas (ciudad)   |            | 32.600    |